# Landkreis Harburg

Landkreis Harburg er en  Landkreis i den nordlige del af  den tyske delstat Niedersachsen. Administrationsby er Winsen. 
Mens den sydlige del af området er en del af Lüneburger Heide grænser landkreisen mod nord til Marsklandet ved Elben og til delstaten Slesvig-Holsten og  Hansestaden Hamborg, hvor den i dag også lægger navn til den tidligere by Harburg der nu er en bydel i Hamborg. 
Den største by i landkreisen er Buchholz in der Nordheide. Den største kommune er  Seevetal, der med over 40.000 indbyggere er den i tyskland med flest indbyggere, som ikke har  stadsret.

## Geografi
Landkreisen er en del af Metropolregion Hamburg og grænser mod vest til Landkreis Rotenburg (Wümme) og Landkreis Stade, mod nord til Hamburg med  Bezirk Harburg og Bezirk Bergedorf samt den slesvig-holstenske Kreis Herzogtum Lauenburg, mod øst til  Landkreis Lüneburg og mod syd til  Landkreis Soltau-Fallingbostel. 
Landkreis omfatter mod syd dele af  Naturpark Lüneburger Heide og det deri liggende Naturschutzgebiet Lüneburger Heide. Mod nordøst ligger området Elbmarsken ved  Unterelbe, der her danner delstatsgrænse. Mod nordvest ligger højdedraget Harburger Berge, hvor man finder det 155 meter høje Hülsenberg (vest for Sieversen) der også er det højeste punkt i landkreisen.

## Byer og kommuner
Kreisen havde 252776  indbyggere pr.  2018-12-31

| Byer | Samtgemeinden | Samtgemeinden | Samtgemeinden |
| --- | --- | --- | ------------- |
| 1. Buchholz in der Nordheide, bykommune (39272) 2. Neu Wulmstorf (21136) 3. Rosengarten [Sitz: Nenndorf] (13553) 4. Seevetal [adm: Hittfeld], (41506) 5. Stelle (11156) 6. Winsen (Luhe), administrationsby (34896) | 1. Samtgemeinde Elbmarsch (12749) 1. Drage (4243) 2. Marschacht * (3933) 3. Tespe (4573) 2. Samtgemeinde Hanstedt (14710) 1. Asendorf (1967) 2. Brackel (1957) 3. Egestorf (2615) 4. Hanstedt * (5653) 5. Marxen (1519) 6. Undeloh (999) 3. Samtgemeinde Hollenstedt (11697) 1. Appel (1963) 2. Drestedt (776) 3. Halvesbostel (749) 4. Hollenstedt * (3806) 5. Moisburg (1902) 6. Regesbostel (1061) 7. Wenzendorf (1440) | 4. Samtgemeinde Jesteburg (11147) 1. Bendestorf (2396) 2. Harmstorf (848) 3. Jesteburg * (7903) 5. Samtgemeinde Salzhausen (14426) 1. Eyendorf (1216) 2. Garlstorf (1103) 3. Garstedt (1453) 4. Gödenstorf (983) 5. Salzhausen * (4844) 6. Toppenstedt (2129) 7. Vierhöfen (987) 8. Wulfsen (1711) 6. Samtgemeinde Tostedt (26528) 1. Dohren (1248) 2. Handeloh (2487) 3. Heidenau (2253) 4. Kakenstorf (1417) 5. Königsmoor (607) 6. Otter (1724) 7. Tostedt * (13832) 8. Welle (1197) 9. Wistedt (1763) |               |
| | 1Administrationsby for Samtgemeinde | |               |

## Eksterne kilder og henvisninger
1. ↑   Landesamt für Statistik Niedersachsen, LSN-Online Regionaldatenbank, Tabelle 12411: Fortschreibung des Bevölkerungsstandes, Stand 31. Dezember 2018 (Hilfe dazu).

- Wikimedia Commons har flere filer relateret til Landkreis Harburg

53°19′43″N 9°58′11″Ø / 53.32861°N 9.96972°Ø